# Transports en commun de Saint-Flour
Floribus est le nom commercial des transports en commun de Saint-Flour dans le département de la Cantal. Ce réseau est entièrement gratuit depuis sa création.

## Histoire
Le premier réseau des transports en commun de Saint-Flour fut créé à la rentrée scolaire de 2013. En 2017, le réseau transporte en moyenne 110 passagers par jour. Les nouveaux horaires sont appliqués le 8 janvier 2018.

## Réseau

### Lignes régulières
| Ligne | Caractéristiques | Caractéristiques                                                          | Caractéristiques                                                          | Caractéristiques                                                          | Caractéristiques                                                          | Caractéristiques                                                          | Caractéristiques                                                          | Caractéristiques                                                          | Caractéristiques                                                          |
| 1     | Ligne jaune | Ligne jaune                                                               | Ligne jaune                                                               | Ligne jaune                                                               | Ligne jaune                                                               | Ligne jaune                                                               | Ligne jaune                                                               | Ligne jaune                                                               | Ligne jaune                                                               |
| 1     | (circulaire) Saint-Flour — Allées Pompidou ⥋ via Volzac Hôpital et ADAPEI | (circulaire) Saint-Flour — Allées Pompidou ⥋ via Volzac Hôpital et ADAPEI | (circulaire) Saint-Flour — Allées Pompidou ⥋ via Volzac Hôpital et ADAPEI | (circulaire) Saint-Flour — Allées Pompidou ⥋ via Volzac Hôpital et ADAPEI | (circulaire) Saint-Flour — Allées Pompidou ⥋ via Volzac Hôpital et ADAPEI | (circulaire) Saint-Flour — Allées Pompidou ⥋ via Volzac Hôpital et ADAPEI | (circulaire) Saint-Flour — Allées Pompidou ⥋ via Volzac Hôpital et ADAPEI | (circulaire) Saint-Flour — Allées Pompidou ⥋ via Volzac Hôpital et ADAPEI | (circulaire) Saint-Flour — Allées Pompidou ⥋ via Volzac Hôpital et ADAPEI |
| ----- | --- | ------------------------------------------------------------------------- | ------------------------------------------------------------------------- | ------------------------------------------------------------------------- | ------------------------------------------------------------------------- | ------------------------------------------------------------------------- | ------------------------------------------------------------------------- | ------------------------------------------------------------------------- | ------------------------------------------------------------------------- |
| 1     | Ouverture / Fermeture — / — | Longueur —                                                                | Durée —                                                                   | Nb. d’arrêts 20                                                           | Matériel Minibus                                                          | Jours de fonctionnement L, Ma, Me, J, V, S                                | Jour / Soir / Nuit / Fêtes O / N / N / N                                  | Voy. / an —                                                               | Dépôt —                                                                   |
| 1     | Desserte : - Villes et stations : Saint-Flour (Allées Pompidou, Centre Hospitalier, Lycée Haute Auvergne, Jean Meyronneinc, Centre Aqualudique, Volzac Hôpital, Les Allauziers, Montplain, Léopold Chastang, Henri Rassemusse, ADAPEI, Roueyre, Jules Védrines, Place des fils du Docteur Mallet, Zone sportive de Besserette, Fontlong, Allées Pompidou) - Gares desservies : aucune                                                                      |                                                                           |                                                                           |                                                                           |                                                                           |                                                                           |                                                                           |                                                                           |                                                                           |
| 1     | Autre : - Arrêts non accessibles aux UFR : non communiqué - Particularités : la ligne ne circule uniquement dans le sens des aiguilles d'une montre, avec six départs à l'horaire du lundi au vendredi et deux départs pour le samedi. - Date de dernière mise à jour : 5 avril 2020. |                                                                           |                                                                           |                                                                           |                                                                           |                                                                           |                                                                           |                                                                           |                                                                           |
| 1     | Dernière actualisation : — |                                                                           |                                                                           |                                                                           |                                                                           |                                                                           |                                                                           |                                                                           |                                                                           |
| 2     | Ligne rouge | Ligne rouge                                                               | Ligne rouge                                                               | Ligne rouge                                                               | Ligne rouge                                                               | Ligne rouge                                                               | Ligne rouge                                                               | Ligne rouge                                                               | Ligne rouge                                                               |
| 2     | (circulaire) Saint-Flour — Allées Pompidou ⥋ via Porte du Thuile et Gare SNCF |                                                                           |                                                                           |                                                                           |                                                                           |                                                                           |                                                                           |                                                                           |                                                                           |
| 2     | Ouverture / Fermeture — / — | Longueur —                                                                | Durée —                                                                   | Nb. d’arrêts 14                                                           | Matériel Minibus                                                          | Jours de fonctionnement L, Ma, Me, J, V, S                                | Jour / Soir / Nuit / Fêtes O / N / N / N                                  | Voy. / an —                                                               | Exploitant —                                                              |
| 2     | Desserte : - Villes et stations : Saint-Flour (Allées Pompidou, Place d’Armes Cathédrale, Porte du Thuile, Maison des Planchettes, Cité Jean Moulin, Place Odilon de Mercœur, Place de la Liberté, Avenue de la République, Crozatier, Gare SNCF, Place de la Liberté, Place Odilon de Mercœur, Cité Jean Moulin, Allées Pompidou) - Gares desservies : Gare de Saint-Flour - Chaudes-Aigues                                                               |                                                                           |                                                                           |                                                                           |                                                                           |                                                                           |                                                                           |                                                                           |                                                                           |
| 2     | Autre : - Arrêts non accessibles aux UFR : non communiqué - Particularités : la ligne ne circule uniquement dans le sens des aiguilles d'une montre, avec cinq départs à l'horaire du lundi au vendredi et deux départs pour le samedi. - Date de dernière mise à jour : 5 avril 2020. |                                                                           |                                                                           |                                                                           |                                                                           |                                                                           |                                                                           |                                                                           |                                                                           |
| 2     | Dernière actualisation : — |                                                                           |                                                                           |                                                                           |                                                                           |                                                                           |                                                                           |                                                                           |                                                                           |
| 3     | Ligne bleue | Ligne bleue                                                               | Ligne bleue                                                               | Ligne bleue                                                               | Ligne bleue                                                               | Ligne bleue                                                               | Ligne bleue                                                               | Ligne bleue                                                               | Ligne bleue                                                               |
| 3     | (circulaire) Saint-Flour — Allées Pompidou ⥋ via Gare SNCF et Camiols Bas |                                                                           |                                                                           |                                                                           |                                                                           |                                                                           |                                                                           |                                                                           |                                                                           |
| 3     | Ouverture / Fermeture — / — | Longueur —                                                                | Durée —                                                                   | Nb. d’arrêts 19                                                           | Matériel Minibus                                                          | Jours de fonctionnement L, Ma, Me, J, V, S                                | Jour / Soir / Nuit / Fêtes O / N / N / N                                  | Voy. / an —                                                               | Exploitant —                                                              |
| 3     | Desserte : - Villes et stations : Saint-Flour (Allées Pompidou, Cité Jean Moulin, Place Odilon de Mercœur, Place de la Liberté, La Vigière, Avenue de la République, Gare SNCF, Place de la Liberté, Bel-Air Bas, Bel-Air Haut, Aire co-voiturage, Camiols Bas, Camiols Haut, Marché Couvert, Place de la Liberté, Place Odilon de Mercœur, Cité Jean Moulin, Allées Pompidou, C.A.T. Montplain) - Gares desservies : Gare de Saint-Flour - Chaudes-Aigues |                                                                           |                                                                           |                                                                           |                                                                           |                                                                           |                                                                           |                                                                           |                                                                           |
| 3     | Autre : - Arrêts non accessibles aux UFR : non communiqué - Particularités : - la ligne ne circule uniquement dans le sens des aiguilles d'une montre, avec trois départs à l'horaire du lundi au vendredi et un départ pour le samedi. - les stations Aire co-voiturage et C.A.T. Montplain ne sont pas desservies le samedi. - Date de dernière mise à jour : 5 avril 2020.                                                                              |                                                                           |                                                                           |                                                                           |                                                                           |                                                                           |                                                                           |                                                                           |                                                                           |
| 3     | Dernière actualisation : — |                                                                           |                                                                           |                                                                           |                                                                           |                                                                           |                                                                           |                                                                           |                                                                           |

### Lignes à la demande
Le réseau Floribus offre le service TAD (Tad'i) qui fonctionne le mardi et samedi pour tous les résidents du territoire intercommunal.

## Matériel roulant
Le service est assuré par le Minibus qui peut transporter 21 passagers en maximum avec une place réservée aux usagers en fauteuil roulant.